# Stéphane Pelle
Pour les articles homonymes, voir Pelle.
 (février 2025).
Si vous disposez d'ouvrages ou d'articles de référence ou si vous connaissez des sites web de qualité traitant du thème abordé ici, merci de compléter l'article en donnant les références utiles à sa vérifiabilité et en les liant à la section « Notes et références ».
Stéphane Pelle, né le 15 avril 1980 à Yaoundé (Cameroun), est un joueur de basket-ball camerounais.

## Palmarès
Tekelspor (en)
- Meilleur rebondeur du championnat de Turquie en 2004.

 Liège Basket
- Meilleur rebondeur du championnat de Belgique en 2006.
- Finaliste de la Coupe de Belgique en 2007.

 BC Ostende (2)
- Champion de Belgique en 2012.
- Vainqueur de la Coupe de Belgique en 2010.
- Finaliste de la Coupe de Belgique en 2011.
- Finaliste de la Supercoupe de Belgique (en) en 2010.